# (5144) Achates

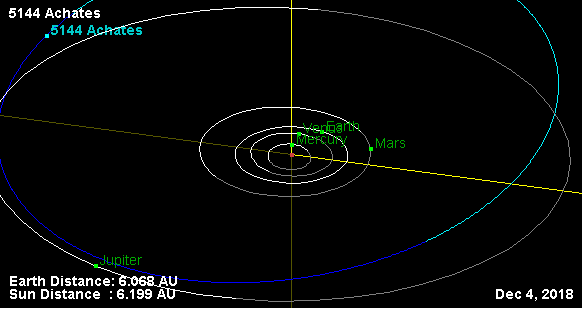
Orbita Achates w 2018 roku.

(5144) Achates (1991 XX) – planetoida z grupy trojańczyków okrążająca Słońce w ciągu 11,96 lat w średniej odległości 5,23 j.a. Odkryta 2 grudnia 1991 roku.